# Joe Penna
Jônatas de Moura Penna, mais conhecido como Joe Penna (São Paulo, 29 de maio de 1987) é um cineasta e músico brasileiro, mais conhecido tanto por seu canal do YouTube MysteryGuitarMan quanto por seus longas-metragens.

## Carreira
Penna frequentou a Universidade de Massachusetts, até 2007, especializando-se em medicina. Enquanto na escola de medicina, dedicou seu tempo livre à produção de vídeos on-line. Ele então saiu da escola médica e se voltou a cinematografia, trabalhando em videoclipes e comerciais em e ao redor de Boston.
Quando suas oportunidades na cinematografia ficaram escassas como resultado da crise econômica de 2008-2009, Penna começou a produzir os vídeos para o YouTube em tempo integral.

## Reconhecimento e premiações
Em 2007, Penna recebeu cobertura da mídia depois que seu vídeo The Puzzle foi destaque na primeira página do YouTube, incluindo Fox News, DC.
Em 2009, Penna foi novamente visto na página inicial do YouTube com seu vídeo: Guitar: Impossible (Guitarra: Impossível), que foi coberto por De Wereld Draait Door, o programa de maior audiência do horário nobre na Holanda. Em 6 de dezembro de 2009, Penna foi apresentado na FM4, uma estação de rádio nacional austríaca. Em 20 de fevereiro de 2009, uma cópia do Guitar: Impossible carregado por StupidVideos.com foi destaque na primeira página do MSN.com.
O Best Buy anunciou Penna como o vencedor de $ 15.000 do concurso de vídeo Tech-U-Out Video Challenge. Ele também foi finalista no concurso de vídeos de Oreo. Recentemente, a Ford escolheu a Penna como Agente Fiesta para o "Ford Fiesta Movement" de 2011.
Em 2009, O vídeo Guitar: Impossible foi classificado pelo YouTube como um dos melhores vídeos de 2009. Em 2010, o seu vídeo Root Beer Mozart foi apresentado no programa matutino da CNN, Morning Express with Robin Meade, e no alemão transmitido nacionalmente Taff. Sua colaboração com usuários do YouTube RhettandLink bem como VeryTasteful para "T-Shirt War" ganhou atenção nacional nos EUA. Seguindo o sucesso do original, está em andamento a produção de uma continuação por Penna e o elenco original como uma campanha publicitária para duas grandes marcas: Coca-Cola e McDonalds.
Em junho de 2010, Joe Penna e seu trabalho foram mostrados no programa Fantástico da Rede Globo de Televisão, depois que ele inseriu em um de seus vídeos uma chamada que dizia: "por favor alguém me ponha no Fantástico!"

## Filmografia
Em março de 2016, seu curta Turning Point foi selecionado para ser exibido no Festival de Cinema de Tribeca.
Em fevereiro de 2017, Penna iniciou a produção de seu filme de estreia na direção, Arctic. Foi filmado na Islândia e estrelado por Mads Mikkelsen. Arctic recebeu críticas entusiasmadas como uma Seleção Oficial para o Festival de Cinema de Cannes 2018. Sua estreia nos cinemas foi em 1º de fevereiro de 2019.

Em junho de 2019, Penna começou a filmar o filme de ficção científica Stowaway, estrelado por Anna Kendrick e Toni Collette.